# Richard Albitz
Richard Albitz (* 31. Januar 1876 in Berlin; † 4. Mai 1954 ebenda) war ein deutscher Maler.

## Leben und Werk
Richard Albitz ging nach der Schulzeit in Berlin 1892 als Gehilfe in den Dienst der Deutschen Reichspost. Dort avancierte er bis zum Obertelegrafeninspektor. 1902 heiratete er, 1903 wurde ein Sohn geboren. Ab 1910 wohnte die Familie in Jessen, wo sein Vater ein Haus gebaut hatte, später in Berlin. Von 1899 bis 1900 war Albitz zur Ausbildung zum Militär eingezogen. Am 1. Weltkrieg nahm er als Freiwilliger in der Etappe teil. 1924 ging er mit dem gesetzlichen Ruhegehalt in den Ruhestand.
Neben seiner beruflichen Tätigkeit widmete sich Albitz früh der Kunst. Er begann ein Studium an der Kunstgewerbeschule Charlottenburg und besuchte gleichzeitig ein Berliner Studienatelier, vermutlich bei Eugen Bracht. 1907 studierte er bei Hans Hartig. Schon vor dem Weltkrieg war Richard Albitz ein anerkannter Berliner Maler des Impressionismus. Er war Mitglied der Allgemeines Deutschen Kunstgenossenschaft, des Verbands Bildender Künstler, des Reichsverbands Bildender Künstler Deutschlands und ab 1913 des Vereins Berliner Künstler. Er war an vielen Ausstellungen beteiligt, u. a. 1910/1911 an der 21. Ausstellung der Berliner Secession, 1911 an der Jubiläumsausstellung im Künstlerhaus Wien, 1912 an der Jahresausstellung der Münchner Künstlergenossenschaft im Königlichen Glaspalast München, 1919 an der Internationalen Ausstellung des Vereins Bildender Künstler Münchens „Secession“ und 1924 und 1927 an der Großen Berliner Kunstausstellung. Er wurde mit Medaillen und Preisen ausgezeichnet, u. a. 1913 mit der Goldenen Staatsmedaille von Wien.
Albitz malte viele seiner Bilder, vor allem Landschaften, auf Reisen durch Deutschland, bevorzugt die Küstenstreifen und Hafenstädte des Nordens. Ab etwa 1909 hielt er sich öfters in Pretzsch auf, wo sich seine Frau im Moorbad behandeln ließ. Im Schloss Pretzsch richtete Albitz sich ein Atelier ein, und er fühlte sich dem Ort verbunden. So illustrierte er Programme und Einladungen für Feste und Werbeschriften für das Moorbad und gestaltete für die Fassade des Hauses An der Kirche Nr. 7 drei Ritterbilder.
1927 schrieb die Berliner Volks-Zeitung: „Albitz ging von früh an unbeirrt seinen Weg in gerader Linie. Für ihn gab es keinerlei Experimente zur Erfindung einer neuen Kunstrichtung oder eines modernen „Ismus“. Der zersetzende Geist jenes Kunstbolschewismus, der noch immer Geschmack und Kultur zu vernichten droht, vermochte ihn nicht anzukränkeln.“
In der Zeit des Nationalsozialismus war Albitz Mitglied der Reichskammer der bildenden Künste. 1937 war der Aufsatz „Destruktive Kräfte in der Weltpresse“ in der Zeitschrift Nationalsozialistische Monatshefte mit seinem Bild Märkische Landschaft illustriert (Band 8, S. 297). Seine Werke entsprachen dem Kunstgeschmack dieser Zeit. Seine Teilnahme an 29 großen Ausstellungen ist sicher belegt. 1938 bis 1940 und 1942 bis 1944 stellte er insgesamt 15 Werke auf den Großen Deutschen Kunstausstellungen aus, darunter auch mit Darstellungen eroberter Gebiete wie 1943 ein Gemälde des Reichsgautheaters Posen. 1942 erwarb Heinrich Himmler das Ölbild Heimkehrende Fischerboote für 750 RM.
Albitz nahm als Soldat am Zweiten Weltkrieg teil. Er war u. a. in Russland im Einsatz, wo er auch Bilder malte.
Das Berliner Adressbuch verzeichnete ihn u. a. 1943 und 1949 in der Bornholmer Straße 92.
1945 war Albitz in Ostberlin mit weiteren 51 namhaften Künstlern auf der 1. Ausstellung der „Kammer der Kunstschaffenden“ vertreten. Er fand in der Folgezeit nur noch geringe Beachtung.

## Werke (Auswahl)
- Alte Gasse/Bamberg (um 1910, Öl)[4]
- Märkisches Dorf im Schnee/Lübars bei Berlin (um 1910, Öl, 70 × 82 cm; um 1910; Nationalgalerie Berlin; vormals Eigentum des DDR-Politikers Sepp Schwab)[5]
- Morgenstimmung am Hamburger Hafen (nach 1920, Öl, 54 × 60,5 cm)[6]
- Winter in den Rauener Bergen (Stadtbesitz von Berlin?)[7]
- Herbstmorgen beim Gschwandtner (Stadtbesitz von Berlin?)[7]
- Winter im Püttladetal (Öl, 37,5 × 29 cm; Nationalgalerie Berlin)[8]
- Stickstoffwerk in Kurosaki/Japan (um 1939, Öl; Carl Bosch Museum Heidelberg)[9]
- Winterstimmung in der Esplanade Berlin-Pankow (Öl; 1952 in der Wanderausstellung „Berliner Künstler“)

## Einzelausstellungen (Auswahl)
- 1926: Pretzsch, Kursaal
- 2016: Pretzsch, Schloss